# Felice Matteucci
Felice Matteucci (Lucca, 12 de fevereiro de 1808 — Capannori, 13 de setembro de 1887) foi um engenheiro italiano.
Conjuntamente com Eugenio Barsanti inventou um motor de combustão interna. Não se sabe se foram eles os primeiros a inventar tal motor, pois a patente em questão foi extraviada.
Matteucci estudou engenharia hidráulica e mecânica, primeiro em Paris e depois em Florença. Em 1851 conheceu o padre Eugenio Barsanti, apreciando suas ideias sobre um novo tipo de motor. Trabalharam no desenvolvimento do conceito primário de um motor manufaturável.
Após a morte de Barsanti, em 1864, e seguindo à falência da sociedade por eles estabelecida para a construção do motor, retornou à sua atividade como engenheiro hidráulico. Estudou novos densímetro (para medir o nível de um rio) e pluviômetros.
Em 1877 Matteucci afirmou que ele e seu parceiro Barsanti foram os originadores da invenção do motor de combustão interna. A patente registrada por Nikolaus Otto foi similar ao projeto de Barsanti-Matteucci. Sua frustração agravou seu estado de saúde, causando sua morte em sua casa em Capannori, próximo a Lucca.